# Maniusz Otacyliusz Krassus
Manius Otacilius Crassus – plebejski polityk rzymski, homo novus. W 263 p.n.e. wybrany na konsula razem z Maniuszem Waleriuszem Maksymusem. Razem z nim wziął udział I wojnie punickiej, lądując z czterema legionami na Sycylii. Po wylądowaniu większość miast sycylijskich przeszła na stronę Rzymu, natomiast król Hieron II podpisał z Rzymianami traktat o przyjaźni. W 246 p.n.e. ponownie został mianowany konsulem, drugim konsulem na ten rok został Marek Fabiusz Licyniusz. Obydwaj prawdopodobnie wzięli udział w działaniach wojennych na terenie Sycylii.